# Natamicina
Natamicina é um fármaco antimicótico, também chamado de Pimaricina. É insolúvel em água. É um agente antifúngico natural que ocorre durante a fermentação da bactéria Streptomyces natalensis. Além do uso médico, em especial oftalmológico, é usando como aditivo alimentar estabilizante na produção de vinho, queijo e embutidos.